# Duncan Theodore Tsoke
Duncan Theodore Tsoke (* 15. April 1964 in Daveyton) ist ein südafrikanischer Geistlicher und römisch-katholischer Bischof von Kimberley.

## Leben
Duncan Theodore Tsoke studierte Philosophie am Priesterseminar von Hammanskraal in Pretoria und Katholische Theologie am Nationalseminar St. Johannes Maria Vianney. Er empfing am 2. Dezember 1995 das Sakrament der Priesterweihe für das Erzbistum Johannesburg.
Er war neben verschiedenen Aufgaben in der Pfarrseelsorge bis 1999 als Diözesanjugendseelsorger tätig. Von 1999 bis 2000 war er Dozent für Spiritualität am Priesterseminar und anschließend bis 2009 Bischofsvikar für Evangelisation und gleichzeitig in der Berufungspastoral tätig. Seit 2009 war er Generalvikar des Erzbistums Johannesburg. Nach weiteren Studien erwarb er 2010 in Nairobi einen Abschluss in Kirchlicher Vermögensverwaltung.
Am 6. Februar 2016 ernannte ihn Papst Franziskus zum Titularbischof von Horrea Coelia und zum Weihbischof in Johannesburg. Die Bischofsweihe spendete ihm der Erzbischof von Johannesburg, Buti Joseph Tlhagale OMI, am 30. April desselben Jahres. Mitkonsekratoren waren der Bischof von Port Elizabeth, Vincent Mduduzi Zungu OFM, und der Bischof von Gaborone, Valentine Tsamma Seane.
Papst Franziskus ernannte ihn am 3. März 2021 zum Bischof von Kimberley. Die Amtseinführung erfolgte am 17. April desselben Jahres.